# Ворошиловский краеведческий музей
Ворошиловский краеведческий музей им. И. И. Смирнова — музей в селе Ворошилово Пеновского района Тверской области, посвященный крестьянскому быту, становлению советской власти и созданию колхозов.
С 1981 года является филиалом Тверского государственного объединенного музея.

## История
В 1980-е гг. фонды народного музея насчитывали около тысячи экспонатов. Они были собраны директором местного Дома культуры И.И. Смирновым. Новая экспозиция была открыта 1989 году авторской группой краеведческой экспозиции: заслуженным работником культуры РСФСР И.И. Смирновым, Е.Л. Поповой, А.П. Райковой, И.Н. Черных, художниками-оформителями А.С. Инюхиным и С.В. Маховым.

## Экспозиция
В экспозиции представлен раздел, посвященный древнейшему прошлому края. На территории выявлено свыше 70 археологических памятников — поселений каменного века, эпох бронзы и раннего железа; селищ, городищ и курганных могильников древнерусского времени. В музее находятся каменные кресты — своеобразные путевые и пограничные знаки и намогильные памятники. В том числе знаменитый Лопастицкий крест с выбитым на нем знаком (тамгой).
В экспозиции есть необычные плетеные из бересты сапоги («ходоки») и различные лапти и чуни, поршни, сшитые мастером кожаные сапоги и колодки для изготовления детской обуви.
В экспозиции также представлены предметы рыболовства: короб, глиняные грузила, ости, сачки, мережа, наконец, фотографии озер и рек волости.
В музее представлена богатая коллекция, собранная в местных деревнях: огромные поперечные и продольные пилы, багры, скобели, топоры с клеймами, рубанки, лесла, станок для лущения дранки.
Интересны изделия различных местных резчиков по дереву: ковши для разлива пива, корыта, солонки, ложки, ступы.
Мебель крестьянского интерьера дает представление о мастерстве местных столяров.
Иконы в экспозиции относятся к началу XIX в., когда церковь особенно украшалась.
Часть экспозиции, посвященная советскому периоду, размещена на втором этаже здания в трех небольших залах и содержит документальный, фотографический и вещевой материал.

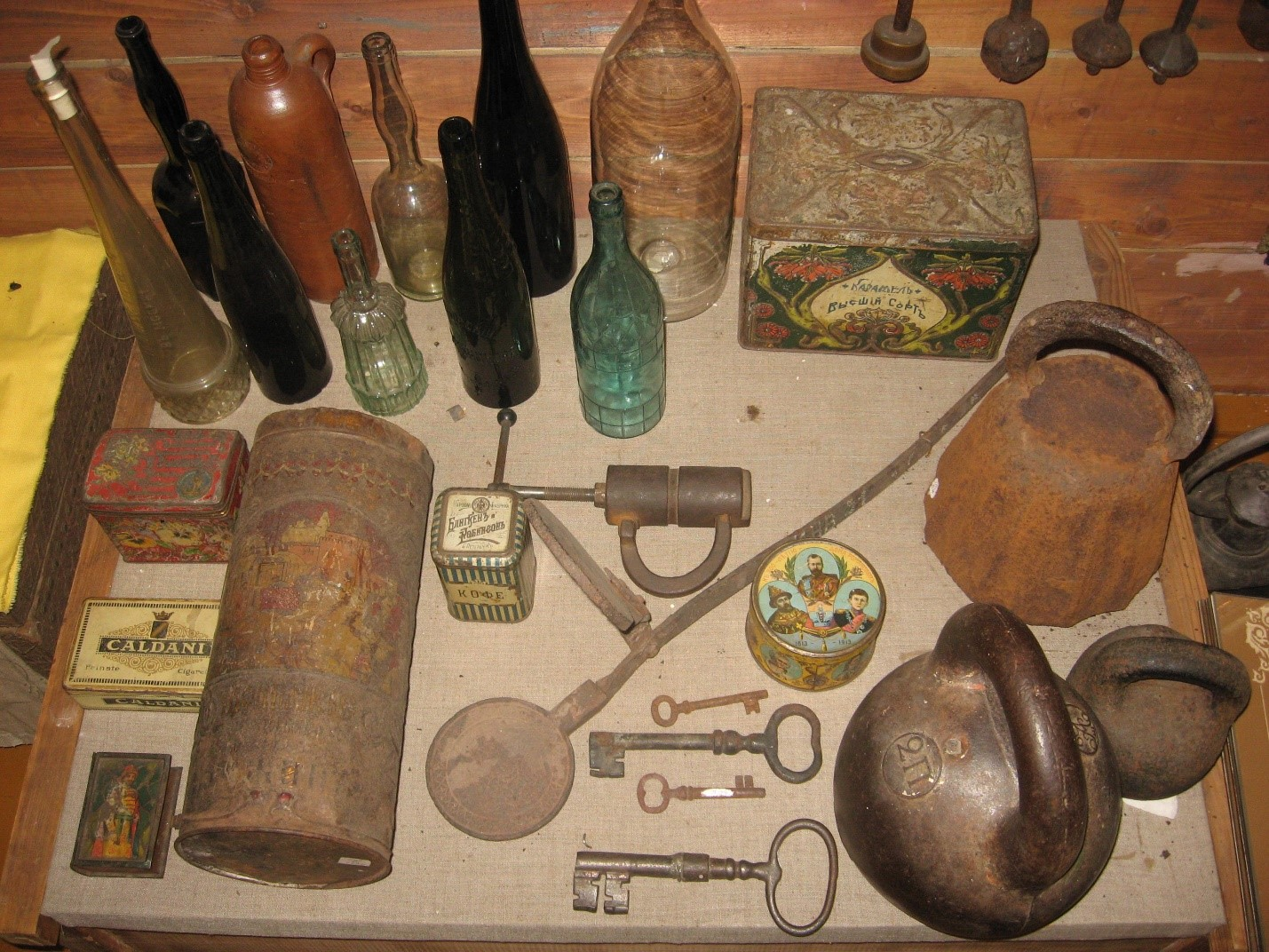
Экспозиция Ворошиловского краеведческого музея

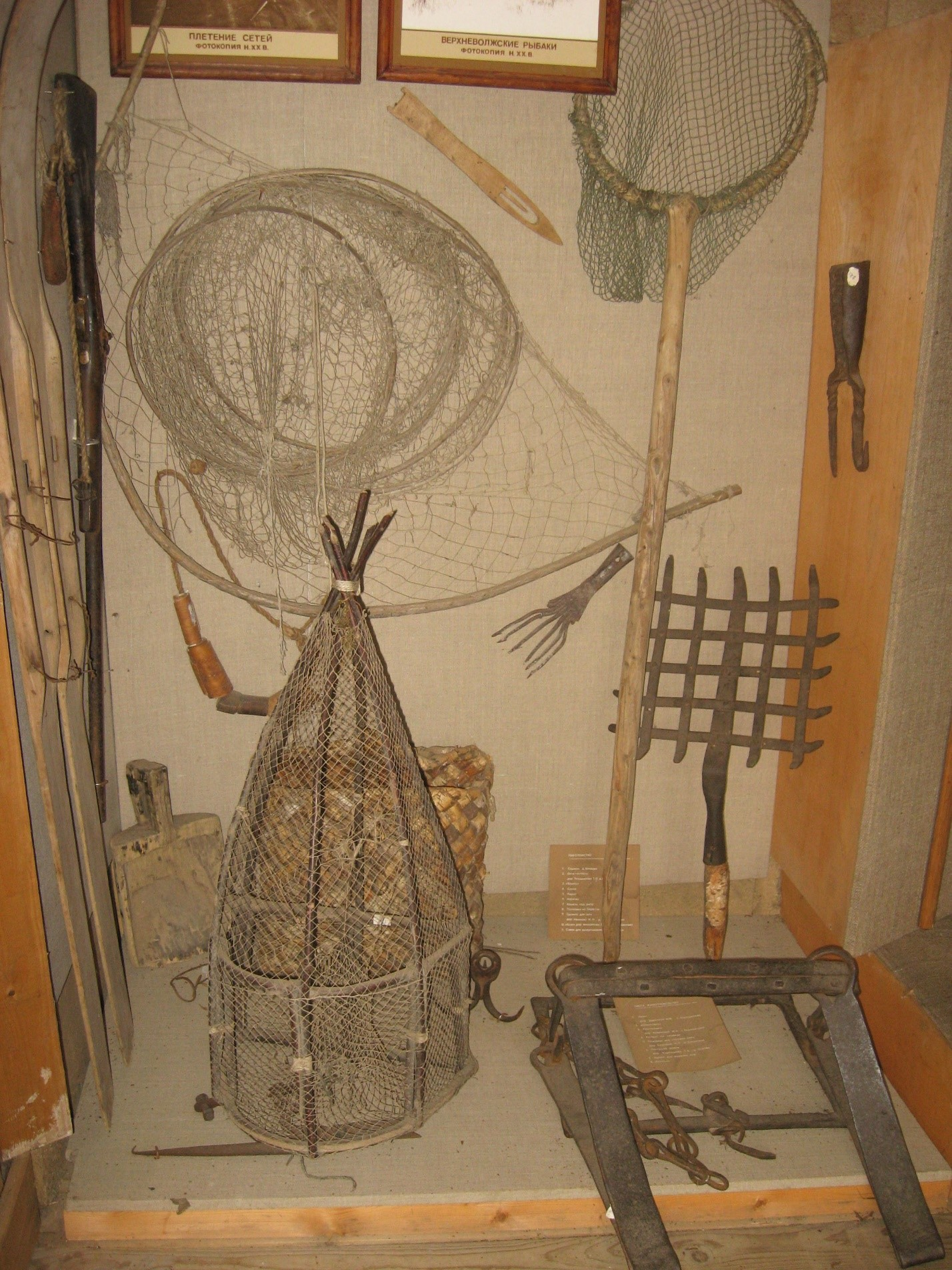
Фрагмент экспозиции Ворошиловского краеведческого музея

Особый стенд посвящен 2-й Особой партизанской бригаде под командованием майора А.М. Литвиненко, которая совершила рейд по вражеским тылам.